# 新邵县
新邵县位于中部湖南省中部、是邵阳市东北部的一个下辖县。区域總面積为1763平方公里。
GDP总量145.26亿元（2018），常住总人口约62万人。县人民政府駐酿溪镇大新街70號。

## 地理环境
新邵地处雪峰山脉，雪峰山自西向东穿过全境，主要山峰有龙山 (山峰)、金龙山、板竹山。主要河流为资水及其支流龙山河、石马河、涣溪河、酿溪河、棠溪河、龙口溪河和岱水河。境内地势南高北低，东北、西北以山地为主，东南和西南以丘陵为主；最高点为龙山主峰岳平顶，海拔1513米。
相邻县级行政区有，北界新化县、涟源市和冷水江市，东依邵东市，南连邵阳市辖区和邵阳县，西接隆回县。

### 地质
新邵县境内地层主要有震旦系、寒武系、奥陶系、志留系、泥盆系、石炭系、二迭系、三迭系、白垩系等。其中震旦系主要出露于龙山、岱山、大形山、板子山一带。寒武系主要分布在震旦系周围，以及白云铺—易家岭和坪上的小河里一带。奥陶系零星分布于下源、中源、枫树坑、厚里冲等地。志留系出露于中部山地边缘部分地带。泥盆系分布于龙山山麓，新田铺、龙溪铺、龙口溪、筱溪、坪上、张家冲、严塘、高桥、易家岭、曹家坝、陈家坊、扶锡等地。石炭系广布于县境南部丘岗地区。二迭系主要分布于雀塘铺、陈家桥一带。三迭系分布于大花塘等地。白垩系分布于县南部岗地及酿溪至寺门前一带。其它第三系、第四系仅见片段，稍有发育。
新邵县境内岩浆岩主要有加里东期，印支期和燕山期花岗岩。加里东期花岗岩见于县境迎光一带，面积较少。印支期花岗岩、燕山期花岗岩主要见于下源、迎光一带。
新邵县境内地层存有褶皱和断裂。褶皱主要有：陈家坊以北、孙家桥以东的龙山穹窿，沿穹窿核部，金锑矿化普遍；大形山——龙口溪背斜；坪上——豹马岭半背斜；田心坪—库里向斜；长冲铺—陡岭向斜；十字路—铁坑向斜。断裂带主要有：分布在扶锡至太芝庙、麦子排一带的龙山穹窿东缘冲断带；位于大形山、龙口溪背斜与财溪至豹马岭之间的铜柱滩——高桥冲断带；发育于五湖庙、龙溪铺、中源铺一带的龙溪铺——中源铺冲断带。

### 地貌
新邵县地貌类型多样，山地丘陵面积多，呈北高南低，南向敞开，逐级递降形态。境内资江、湘江两条水系纵贯，地表切割强烈，形成的山地、丘陵、平原、岗地和水面面积比例大致为4.7:2.2:1.5:1.2:0.4。
新邵县平原面积为281.8612平方公里（2011年），占新邵县总面积的16.00%。以江河、溪谷平原为主，分布在资水干、支流和湘江支流较平缓的地带，如资江沿岸的王家坪、塘口、小庙头和筱溪等处。溶蚀平原处在石灰岩山丘包围之中,零散分布县境各地。
新邵县岗地主要集中在县境南部和北端，面积约为198.06平方公里（2011年），占新邵县部面积的11.23%。其中低岗地大部属邵阳盆地范围，占县总面积的5.07%。高岗地散布各地，占县总面积的6.88%。
新邵县丘陵多分布于南部岗地和中部山地的过渡地带，面积为398.93平方公里（2011年），占新邵县面积的22.63%。
新邵县山地分布在县境东、中、西的偏北地带，面积为871.0256平方公里（2011年）。占新邵县总面积的49.41%，主要山脉有天龙山、大形山、板竹山、川岩山、金龙山、朗概山和龙山，海拔公里以上山峰136个，其中较大的31座，最高峰为龙山岳坪峰，海拔1513.6米。

### 大山
东部大山是大龙山（当地人俗称龙山，有湖南百里龙山国家森林公园），中部大山是金龙山，西部大山是天龙山（到新化县了）。

### 气候
新邵县属中亚热带大陆性季风湿润气候，年平均气温17.0℃，最高为1998年17.7℃，最低为1984年16.2℃。年平均总日照时数1480.5小时，日照百分率33%。以2003年最多，1688.3小时、日照百分率38%；1982年最少，1258.3小时、日照百分率28%。降水量属衡邵低值区边沿与梅城高值区之间。年平均总降水量1365.2毫米。自北向南递减，北部1500毫米，中部1350～1450毫米，南部1300毫米左右。年平均总蒸发量1201.6毫米。最多1978年达1385.4毫米，1982年只有1011.2毫米为最少。7月份以偏南风为主，其它各月以东北风为主。年平均风速为1.0米/秒。年平均总霜日数19天。年平均初霜期11月25日，终霜期2月26日。年平均无霜期271天，1980年多达304天，1986年只有237天。年平均降雪日数12天。1985年多达25天，1981年只有2天。年平均初雪期12月19日，终雪期2月25日。
新邵县气候特征：
（一）四季分明，春秋短、冬夏长。
（二）4、5、6月多大雨，7、8月高温干旱。
（三）光热水资源较丰富，但干旱、洪涝、低温等灾害频繁，大风、冰雹、冰冻、雷击灾害也不少见。
（四）地形复杂，造成温度、降水、光照的地理差异明显。北部和南部因海拔低而气温偏高，中部因海拔高而气温偏低。降水量年度和季节差异很大，又因地形和海拔不同，差异更显著。据新邵县12个雨量点记录显示，潭溪、洪溪、大河滩、坪上等地的大雨、暴雨、雨日、雪日、年降水量等比其它地方明显偏多，以潭溪暴雨最多。最大年降水量是1994年坪上达2351毫米。最大月降水量是1995年6月龙溪铺达547毫米，该月降水量占该年降水量的36%。最大日降水量是1998年5月22日坪上达225.5毫米，占该年降水量的13%。日照，山脉南坡比北坡每天多0.5~2.0小时。
（五）近20年来冬季有偏暖趋势，在冰冻和严寒期（日平均气温≤0.0℃且连续≥5天）天气很少出现。20世纪60~80年代，冬季多有冰冻天气出现，1984年冰冻多达10天。90年代以来冰冻天气明显减少，1993~2005年的13年里只出现冰冻2天（高寒山区外）。

## 行政区划
新邵县下辖13个镇、2个乡：
酿溪镇、严塘镇、雀塘镇、陈家坊镇、潭溪镇、寸石镇、坪上镇、龙溪铺镇、巨口铺镇、新田铺镇、小塘镇、太芝庙镇、大新镇、潭府乡和迎光乡。

## 政治

### 现任领导
| 机构     | 新邵县人民政府 县长 | · 中国共产党 · 新邵县委员会 · 书记 | 新邵县人民代表大会 常务委员会 主任 | · 中国人民政治协商会议 · 新邵县委员会 · 主席 |
| -------- | ------------------- | ---------------------------------- | ---------------------------------- | -------------------------------------------- |
| 姓名     | 谢小军              | 黄海蓉                             | 刘长峰                             | 邹功树                                       |
| 民族     | 汉族                | 汉族                               | 汉族                               | 汉族                                         |
| 出生地   | 湖南省邵东县        | 湖南省邵阳市                       |                                    | 湖南省隆回县                                 |
| 出生日期 | 1978年9月（46歲）   | 1973年4月（51歲）                  | 1971年1月（54歲）                  | 1968年9月（56歲）                            |
| 就任日期 | 2023年10月          | 2023年9月                          | 2022年7月                          | 2021年10月                                   |

## 人口
根據第七次人口普查數據，截至2020年11月1日零時，新邵縣常住人口為612943人。
总人口为83.3万人（2018），其中农业人口46.81万人，非农业人口31.91万人。

## 交通
1.铁路。东西走向的沪昆高铁邵阳北站设站我县坪上镇，南北走向的呼南高铁即将动工，“一纵一横”两条高铁大动脉有望在我县境内交汇而过。怀邵衡、长娄邵城际高铁连南接北和承东启西，新邵县城距邵阳南站仅12公里。湘黔铁路跨县而过，在境内设有石泉货运车站；洛湛铁路邵阳北火车货运车站毗邻我县雀塘循环经济产业园。
2.公路。沪昆、二广、邵坪、衡邵、娄新5条高速在县内及周边设有落地互通9个、连接线5条。9条国省干道连接成网。
3.航运。资江自南向北贯穿县境54公里，直达洞庭湖。
4.航空。2017年6月新开通的武冈机场距县城仅一个半小时车程；邵东军民两用机场前期工作快速推进，建成后距县城仅30公里半小时车程。长沙黄花机场距县城210公里，全程高速公路连接，约2.5小时车程。
全县15个乡镇基本实现1小时上高铁、半小时上高速，拥有立体交通网络的新邵已成为湖南省交通最便捷的县（市）。

## 历史
春秋战国时属楚国。
秦王政二十四年（前223年）灭楚，初设楚郡，后置长沙郡，县境属之。
汉高祖五年（202年）置长沙国，领13县，县境分属昭陵县和益阳县。汉平帝元始五年析昭陵县置昭阳候国，分属昭陵县、昭阳候国、益阳县。
东汉，分属昭陵县、昭阳县、益阳县。
三国初属蜀，后属吴。吴孙皓宝鼎元年（226年）置高平县，县境分属昭陵、昭阳、高平县。
晋武帝以父讳昭，改昭为邵，太康元年（280年）改高平曰南高平，后又复称高平。县境分属邵陵县、邵阳县、高平县。
南朝陈，邵陵、高平两县并入邵阳县，县境属邵阳县。
隋炀帝大业年间（605年~617年）萧铣占邵阳。置建州，并复邵陵县。县境分属邵阳、邵陵县。
唐高祖武德四年（621年）改建州为南梁州，七年，又将邵陵并入邵阳，太宗贞观十年（636年）更南梁州为邵州，领邵阳、武冈二县，县境太部属邵阳县，小部为梅山峒地。
五代后晋高祖天福年间（936年~941年）楚文昭王马希范改邵阳县为敏政县，后汉高祖天福十二年（947年），楚废王马希广复称邵阳县，县境大部属邵阳县，西北部为梅山峒地。
北宋神宗熙宁五年（1072年），湖南转运副使蔡煜重开梅山，以上梅山之太阳、永宁、石马等地置新化县。
元、明、清，县境分属邵阳县和新化县。
民国二年（1913年）废宝庆府设宝庆县，县境分属宝庆县和新化县。民国十六年（1927年）宝庆县改名邵阳县，分属邵阳县、新化县。
1949年10月13日，成立邵阳县人民政府；10月21日，成立新化县人民政府。随之，县境分属于邵阳县和新化县的区人民政府相继建立。
1951年11月19日，湖南省人民政府批准建立邵阳县人民政府新邵办事处，办事处行使县级政府职权。
1952年3月12日，湖南省人民政府奉中南军政委员会2月24日电转中央政务院2月16日电令，批准设立新邵县。
新邵县于1952年4月1日国务院正式批文置县，划出原邵阳县第一、二、三、十五区全部和第十四、十六区各一部分地区，原新化县第八、九区全部及第四区部分地区为其行政区域组建，并取新化、邵阳之首字命名“新邵”。也因此，新邵县境内存在两种方言：邵阳话和新化话。
1977年10月，划属涟源地区。
1982年12月改名娄底地区。
1983年8月改属邵阳市至今。
1997年，将陈家桥乡（原属酿溪镇）划归邵阳市北塔区管辖。

## 名人
新邵有：张干，李抱一，刘祖长，唐文斌、隆义清、卿艳、谢道新、谢友文、彭润民、廖怀章、石忆邵、杨初春、何署坤、陈清林、周继华、邓辉楚、李子明、岳松华、邓普辉、朱有志、简怀玉、王双桥、刘志坚、吴正治、肖祥海、罗星凯、黄明开、周集中、肖贞堂等名人。